# موشاکی
موشاکی (به لاتین: Muszaki) یک روستا در لهستان است که در گمینا یانووو واقع شده‌است. موشاکی ۵۲۰ نفر جمعیت دارد.